# Dragonfly (группа)
Dragonfly — хорватская поп-рок-группа, победители балканского песенного конкурса «Dora», представители Хорватии на конкурсе песни Евровидение 2007.

## История
Группа была образована в 1997 в Загребе под названием «The Draggers». В её состав входят Драго Видакович (хорв. Drago Vidaković), Бранко Кужнар (хорв. Branko Kužnar), Бранко Баданьяк (хорв. Branko Badanjak) и Ива Глухак (хорв. Iva Gluhak). Группой был выпущен в австрийском Вартерассе концертный альбом в 2004 году. Она известна выступлениями с известными музыкантами: Влатко Стефановски, Дадо Топичем, Златаном Стипишичем, группами Plava Yrava Zarabova, E.N.I., Angels и другими.
В 2007 группа победила на музыкальном фестивале Dora-2007 и вместе с известным музыкантом Дадо Топичем была выбрана представительницей Хорватии на конкурсе песни Евровидение 2007, проходившем в Хельсинки (Финляндия). Для конкурса была выбрана песня «Vjerujem u ljubav» (рус. Я верю в любовь). В полуфинале конкурса выступление оказалось малоудачным: с результатом 54 балла группа заняла 16-е место и была квалифицирована до финала конкурса. Этот результат считается худшим в истории выступлений Хорватии на Евровидении и первым непопаданием группы в финал конкурса.

## Дискография
- Hypo Summer Tour (2004)